# Бирсфорд (Јужна Дакота)
Бирсфорд (енгл. Beresford) град је у америчкој савезној држави Јужна Дакота.

## Демографија
По попису из 2010. године број становника је 2.005, што је 1 (-0,0%) становника мање него 2000. године.
| Група             | 2000.         | 2010.         |
| Белци             | 1.978 (98,6%) | 1.957 (97,6%) |
| Афроамериканци    | 0 (0,0%)      | 5 (0,2%)      |
| Азијати           | 6 (0,3%)      | 4 (0,2%)      |
| Хиспаноамериканци | 8 (0,4%)      | 22 (1,1%)     |
| Укупно            | 2.006         | 2.005         |